# 모토마치역 (효고현)
모토마치역(일본어: 元町駅, もとまちえき)은 일본 효고현 고베시 주오구에 위치한 서일본 여객철도 (JR 서일본), 한신 전기 철도, 고베 고속 철도의 역이다. 고베 시영 지하철 카이간 선의 미나토모토마치 역은 인근에 위치한 다른 역이다.

## 개요
한신 전기 철도와 고베 고속 철도는 당역에서 상호 직통 운전을 시행하고 있으며, 같은 역을 공유하고 있다. 한신 본선은 당역이 종점이다. 당역 이서 구간은 고베 고속 철도 도자이 선이다.
지상의 JR 모토마치 역과 지하의 한신-고베 고속 철도의 모토마치 역은 통로로 연결되어있으나, 환승 개찰구나 환승 연락 취급이 없어 사실상 별도의 역이다. 다만, 고베역 이서에서 산노미야 경유로의 연락 운수에 관해서는 당역에서의 승계도 인정하는 경우가 있다.
일찍이 한신 전철에서는 고베시에 있어서 터미널 역인 것을 강조하기 위해 「고베 모토마치 역」이라고 부른 적도 있었다.
매년 12월에 주최하는 고베 루미나리에 축제가 열릴 때, 가장 가까운 역으로 안내되고 있다.

## 이용 가능한 철도 노선
- 서일본 여객철도 (JR 서일본)
  - 도카이도 본선 (JR 고베 선)
- 한신 전기 철도
  - 본선
- 고베 고속 철도
  - 도자이 선

JR 서일본의 역은 어번 네트워크 구역에 속해 있다. 또한, 산노미야역, 고베역, 신나가타역과 같이 산요 신칸센 신코베역과의 연락 취급을 하고 있다.

## 역 구조

### JR 서일본
2면 4선의 섬식 승강장이 있는 고가역이다. 개찰구는 동쪽과 서쪽에 2개소가 있다. 미도리노마도구치는 히가시구치에 있다.
| 1 | ■ JR 고베 선 (상행 외측선) | ■ 쾌속 (일부) | 산노미야·아마가사키·오사카 방면 |
| 2 | ■ JR 고베 선 (상행 내측선) | ■ 보통·■ 쾌속 | 산노미야·아마가사키·오사카 방면 |
| 3 | ■ JR 고베 선 (하행 내측선) | ■ 보통·■ 쾌속 | 니시아카시·가코가와·히메지 방면 |
| 4 | ■ JR 고베 선 (하행 외측선) | ■ 쾌속 (일부) | 니시아카시·가코가와·히메지 방면 |

- 정차하지 않는 신쾌속·특급과 영업 시간대의 화물열차는 1·4번 선으로 통과한다. 정차 열차는 후술의 열차를 제외하고는 2·3번선에 들어간다. 1·4번선은 기본적으로 로프로 막혀 있다.
  - 1번 선 타는 곳에 정차하는 상행 열차는 평일 아침 러시아워 시간대의 모든 쾌속과 토요일, 일요일, 공휴일 7 ~ 8시 대의 일부 쾌속이다.
  - 4번 선 타는 곳에 정차하는 하행선 열차는 평일 아침 8시 대와 저녁 17 ~ 18시 대에 운행되는 쾌속 (저녁의 열차는 외측선·열차선 주행 때문에 스마·다루미·마이코는 통과. 덧붙여 토요일, 일요일, 공휴일에 4번선 타는 곳에 정차하는 열차는 아님)이다.
- 이전에는 중앙의 내측선 사이에 섬식 1면 2선의 홈이, 외측선에는 상대식 홈이 1면씩 설치되어 있는 혼합식이었지만, 1960년대에 현재의 형식으로 개조되었다.（상행 외측선의 홈은 고베 고속 철도 건설을 시작하면서 시가지 개개발로 인해 철거된 한편 하행 외측선의 홈은 JR이 출범한 이후 철거되었지만 뼈대의 일부는 히가시구치 남측 등에 현재에도 존재한다).

### 한신 전기 철도·고베 고속 철도
1면 2선의 섬식 승강장이 있는 지하역으로, 개찰구는 동쪽과 서쪽에 2개소가 있다. 공동 사용역으로, 역 관리는 한신 전기 철도가 담당하며, 역 주체는 고베 고속 철도로 되어있다.
인근의 산노미야역에는 상행 열차의 승강 홈이 분리 되어있는 관계 상 직통 특급 등의 경우 각역정차 열차로의 환승을 당역에서 실시하도록 차장이 안내방송 한다.
이전에는 한신의 대부분의 보통 열차는 당역에서 오리카에시 했지만 (대부분이 2번 선 승강장에서 오리카에시하여 발차), 현재는 조조 시간대 1편성·심야 시간대 2편성을 제외하고 고속 고베 역 (일부는 산요 전기 철도 히가시스마 역)까지 운행되고 있다 또, 이전의 한신 막차 중에는 당역에 서는 특급이나 급행의 설정이 있었지만, 현재는 존재하지 않는다 (미카게 역 종착).
역은 일본 중앙 경마회 윈즈 고베 A관의 바로 밑에 있다.
덧붙여 한신 모토마치 - 한신 산노미야 간은 한신 본선(한신 전철의 관할 구간)이지만, 병행하는 고베 고속 철도의 하나쿠마 역 - 한큐 산노미야 역과의 정합을 도모하기 위해 특정 운임이 적용되고 있어 최초 승차 구간 운임은 고베 고속 철도와 같은 120엔이다. 또, 니시모토마치 이서로부터의 경우, 고베 고속 철도 - 한신 간 상호 연락운임은 당역이 아닌 한신 산노미야 역이 경계가 된다 (덧붙여, 가스가노미치 역 이동으로부터의 경우는 이 역이 경계).
| 1 | ■ 한신 전철 본선                                      | 산노미야·고시엔·아마가사키·오사카우메다 방면 |
| 2 | ■ 고베 고속 철도 도자이 선 (산요 전기 철도 본선 직통) | 신카이치·스마·아카시·히메지 방면             |

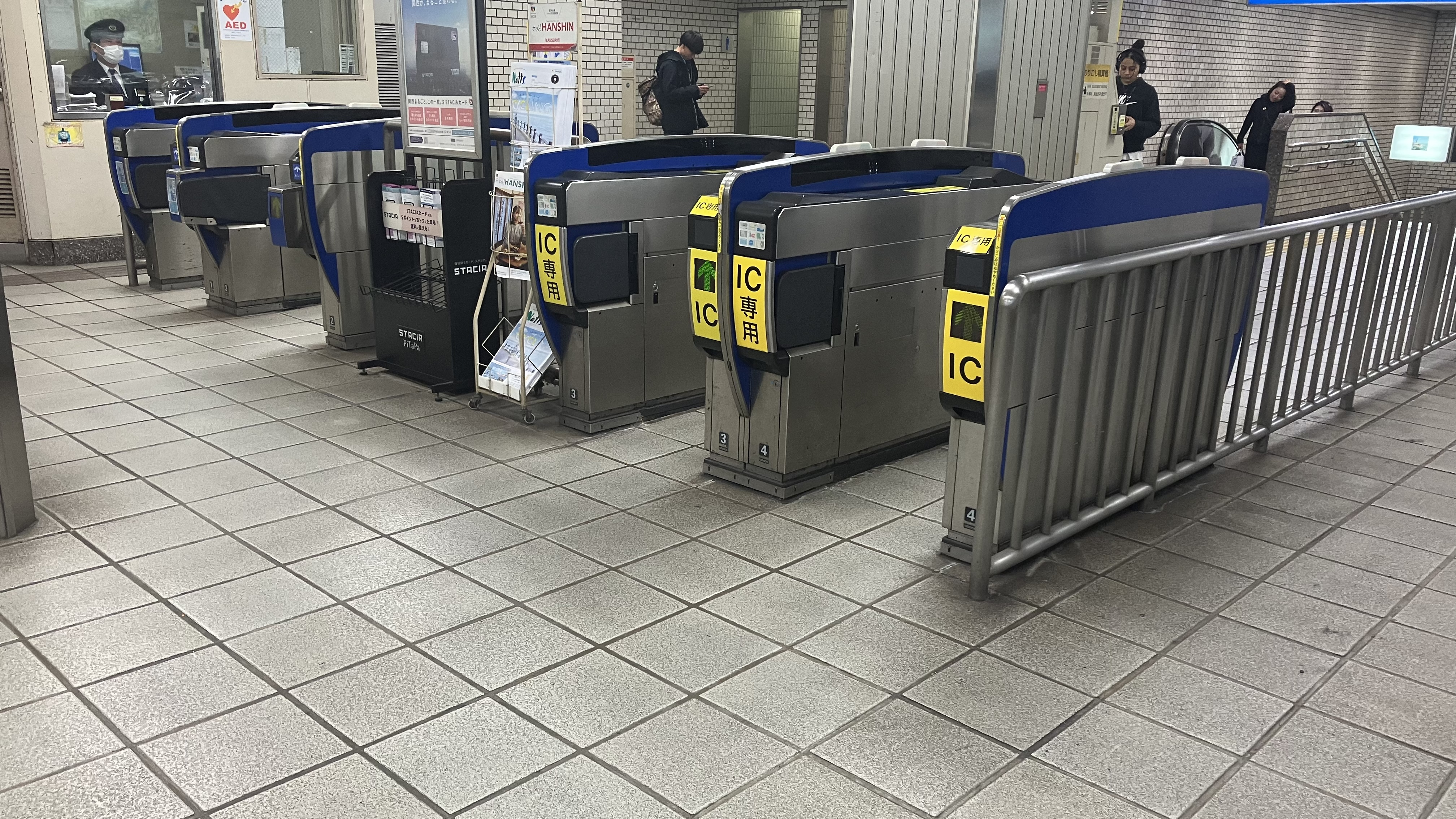
동쪽 개찰구
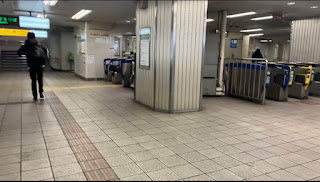
서쪽 개찰구
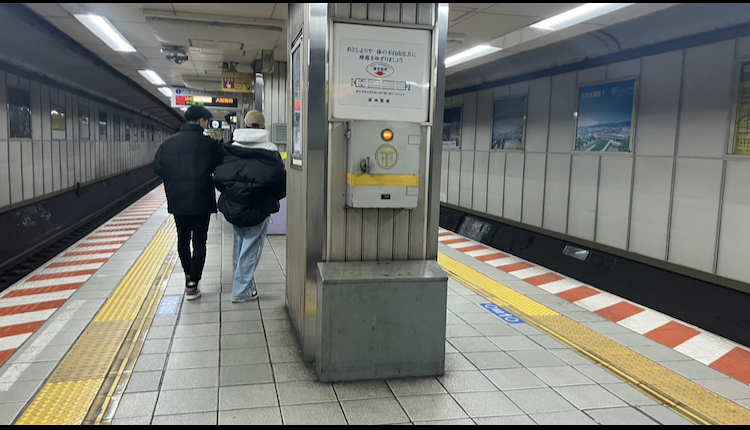
승강장

## 인접역 정보
| 서일본 여객철도 도카이도 본선                    | 서일본 여객철도 도카이도 본선                                               | 서일본 여객철도 도카이도 본선 |
| ------------------------------------------------ | --------------------------------------------------------------------------- | ----------------------------- |
| 산노미야 교토·오사카 방면                        | ● JR 고베 선 ■ 쾌속·■ 보통                                                  | 고베 히메지 방면              |
| ● 한신 전기 철도 본선·● 고베 고속 철도 도자이 선 |                                                                             |                               |
| 산노미야 우메다 방면                             | ■ 직통 특급·■ S특급                                                         | 고속 고베 산요 히메지 방면    |
| 산노미야 우메다 방면                             | ■직통 특급 (산노미야 - 산요 스마간 각역정차)·■ 산요 특급·■ 한신 특급·■ 보통 | 니시모토마치 산요 히메지 방면 |